# Nowa Ruskołęka
Nowa Ruskołęka – wieś w Polsce położona w województwie mazowieckim, w powiecie ostrowskim, w gminie Andrzejewo.
| SIMC    | Nazwa             | Rodzaj    |
| ------- | ----------------- | --------- |
| 0394677 | Janowo            | część wsi |
| 0394683 | Ruskołęka-Folwark | część wsi |
| 0394690 | Ruskołęka-Morgi   | część wsi |

Na terenie wsi utworzono dwa sołectwa: Nowa Ruskołęka i Janowo.
W latach 1975–1998 miejscowość administracyjnie należała do województwa łomżyńskiego.
Wychowała się tu Karolina Tymińska.
Wierni Kościoła rzymskokatolickiego należą do parafii Wniebowzięcia Najświętszej Maryi Panny w Andrzejewie.